# Archiș, Arad
Archiș (în germană Sächsisch Erkes, în maghiară Bélárkos, Árkos, Árkus) este satul de reședință al comunei cu același nume din județul Arad, Crișana, România.

## Așezare
Localitatea Archiș este situată în nordul Depresiunii Sebiș, la poalele Munților Codru-Moma.

## Istoric
Prima atestare documentară a localității Archiș datează din anul 1552. Satele Bârzești, Groșeni și Nermiș sunt atestate documentar
în anul 1580.

## Economia
Deși economia așezării este una predominant agrară, în ultima perioadă sectorul economic secundar și terțiar au avut
evoluții ascendende.

## Turism
Potențialul turistic este unul de excepție cuprinzând atât elemente ale fondului turistic natural dar
și a celui antropic. Frumusețea peisajelor de pe bordura vestică a Munților Codru-Moma, pensiunile turistice din Groșeni și
biserica ce poartă hramul "Cuvioasei Paraschiva", datată din anul 1725, sunt câteva obiective de mare atracție turistică ale
zonei.